# Nottingham Open 2021
Il Nottingham Open 2021, noto come Viking Open 2021 per motivi di sponsorizzazione, è stato un torneo professionistico di tennis che si è giocato su campi in erba. È stata la 13ª edizione del torneo femminile facente parte della categoria WTA 250 per il WTA Tour 2021 e la 25ª del torneo maschile della categoria Challenger 125 per l'ATP Challenger Tour 2021. L'evento si è tenuto al Nottingham Tennis Centre di Nottingham, nel Regno Unito, dal 5 al 13 giugno 2021.

## Partecipanti ATP Challenger

### Teste di serie
| Nazionalità          | Giocatore          | Ranking* | Testa di serie |
| -------------------- | ------------------ | -------- | -------------- |
| Regno Unito          | Daniel Evans       | 27       | 1              |
| Stati Uniti          | Frances Tiafoe     | 74       | 2              |
| Italia               | Andreas Seppi      | 98       | 3              |
| Sudafrica            | Kevin Anderson     | 100      | 4              |
| Stati Uniti          | Mackenzie McDonald | 119      | 5              |
| Stati Uniti          | Denis Kudla        | 120      | 6              |
| Bosnia ed Erzegovina | Damir Džumhur      | 125      | 7              |
| Polonia              | Kamil Majchrzak    | 126      | 8              |

* Ranking al 31 maggio 2021.

### Altre partecipanti
I seguenti giocatori hanno ricevuto una wildcard per il tabellone principale:
- Jay Clarke
- Daniel Evans
- Ryan Peniston

I seguenti giocatori sono passati dalle qualificazioni:
- Marius Copil
- Matthew Ebden
- Borna Gojo
- Aleksandar Vukic

## Partecipanti WTA

### Teste di serie
| Paese         | Giocatrice          | Ranking* | Testa di serie |
| ------------- | ------------------- | -------- | -------------- |
| Regno Unito   | Johanna Konta       | 20       | 1              |
| Stati Uniti   | Alison Riske        | 28       | 2              |
| Spagna        | Paula Badosa        | 35       | 3              |
| Croazia       | Donna Vekić         | 36       | 4              |
| Cina          | Wang Qiang          | 39       | 5              |
| Stati Uniti   | Shelby Rogers       | 46       | 6              |
| Cina          | Zhang Shuai         | 48       | 7              |
| Stati Uniti   | Danielle Collins    | 50       | 8              |
| Rep. Ceca     | Marie Bouzková      | 52       | 9              |
| Cina          | Zheng Saisai        | 57       | 10             |
| Francia       | Kristina Mladenovic | 61       | 11             |
| Taipei cinese | Hsieh Su-wei        | 64       | 12             |
| Belgio        | Alison Van Uytvanck | 67       | 13             |
| Regno Unito   | Heather Watson      | 71       | 14             |
| Svizzera      | Viktorija Golubic   | 72       | 15             |
| Italia        | Camila Giorgi       | 80       | 16             |

* Ranking al 31 maggio 2021.

### Altre partecipanti
Le seguenti giocatrici hanno ricevuto una wildcard per il tabellone principale:
- Katie Boulter
- Jodie Burrage
- Francesca Jones
- Emma Raducanu

Le seguenti giocatrici sono passati dalle qualificazioni:

- Kateryna Kozlova
- Eden Silva
- Sarah Beth Grey
- Lesley Kerkhove
- Ankita Raina
- Katie Volynets
- Coco Vandeweghe
- Tara Moore

### Ritiri
Prima del torneo
- Belinda Bencic → sostituita da  Caty McNally
- Misaki Doi → sostituita da  Kristie Ahn
- Kirsten Flipkens → sostituita da  Wang Xiyu
- Polona Hercog → sostituita da  Astra Sharma
- Marta Kostjuk → sostituita da  Wang Yafan
- Ann Li → sostituita da  Viktorija Tomova
- Magda Linette → sostituita da  María Camila Osorio Serrano
- Jessica Pegula → sostituita da  Kirsten Flipkens
- Kristýna Plíšková → sostituita da  Maddison Inglis
- Julija Putinceva → sostituita da  Harriet Dart
- Elena Rybakina → sostituita da  Océane Dodin
- Clara Tauson → sostituita da  Zarina Dijas
- Ajla Tomljanović → sostituita da  Wang Xinyu

## Punti e montepremi

### WTA
| Torneo    | Torneo              | V      | F      | SF    | QF    | 2T    | 1T    | Q    | Q1    |
| Singolare | Punti               | 280    | 180    | 110   | 60    | 30    | 1     | 18   | 1     |
| Singolare | Premi in denaro ($) | 20 161 | 11 290 | 6 214 | 4 153 | 3 347 | 2 621 | N.D. | 1 613 |
| Doppio    | Punti               | 280    | 180    | 110   | 60    | N.D.  | 1     | N.D. | N.D.  |
| Doppio    | Premi in denaro ($) | 7 528  | 4 032  | 2 524 | 1 588 | N.D.  | 1 250 | N.D. | N.D.  |

### ATP Challenger
| Torneo    | Torneo              | V      | F      | SF    | QF    | 2T    | 1T    | Q    | Q2   | Q1   |
| Singolare | Punti               | 125    | 75     | 45    | 25    | 10    | 0     | 5    | 2    | 0    |
| Singolare | Premi in denaro (€) | 18 290 | 10 770 | 6 370 | 3 710 | 2 180 | 1 320 | N.D. | 660  | 330  |
| Doppio    | Punti               | 125    | 75     | 45    | 25    | N.D.  | 0     | N.D. | N.D. | N.D. |
| Doppio    | Premi in denaro (€) | 7 870  | 4 570  | 2 740 | 1 630 | N.D.  | 920   | N.D. | N.D. | N.D. |

## Campioni

### Singolare maschile
Frances Tiafoe ha sconfitto in finale  Denis Kudla con il punteggio di 6–1, 6–3.

### Singolare femminile
Johanna Konta ha sconfitto in finale  Zhang Shuai con il punteggio di 6–2, 6–1.

### Doppio maschile
Matt Reid /  Ken Skupski hanno sconfitto in finale  Matthew Ebden /  John-Patrick Smith con il punteggio di 4–6, 7–5, [10–6].

### Doppio femminile
Ljudmyla Kičenok /  Makoto Ninomiya hanno sconfitto in finale  Caroline Dolehide /  Storm Sanders con il punteggio di 6–4, 6(3)–7, [10–8].